# Varese Ligure
Varese Ligure là một đô thị ở tỉnh La Spezia trong vùng Liguria của Ý, có cự ly khoảng 50 km về phía đông của Genoa và khoảng 35 km về phía tây bắc của La Spezia. Tại thời điểm ngày 31 tháng 12 năm 2004, đô thị này có dân số 2.254 người và diện tích là 136,3 km².
Varese Ligure giáp các đô thị sau: Albareto, Borzonasca, Carro, Maissana, Ne, Sesta Godano, Tornolo.